# Condado de Henry (Illinois)
El condado de Henry (en inglés: Henry County), fundado en 1826, es uno de 102 condados del estado estadounidense de Illinois. En el año 2008, el condado tenía una población de 49 569 habitantes y una densidad poblacional de 24 personas por km². La sede del condado es Cambridge. El condado recibe su nombre en honor a Patrick Henry.

## Geografía
Según la Oficina del Censo, el condado tiene un área total de 2138 km², de la cual 2132 km² es tierra y 42 km² (4.13%) es agua.

### Condados adyacentes
- Condado de Whiteside (noreste)
- Condado de Bureau (este)
- Condado de Stark (sureste)
- Condado de Knox (sur)
- Condado de Mercer (oeste)
- Condado de Rock Island (noroeste)

## Demografía
Según la Oficina del Censo en 2000, los ingresos medios por hogar en el condado eran de $39 854, y los ingresos medios por familia eran $48 413. Los hombres tenían unos ingresos medios de $34 436 frente a los $21 757 para las mujeres. La renta per cápita para el condado era de $$18 716. Alrededor del 8.00% de la población estaban por debajo del umbral de pobreza.

## Transporte

### Autopistas principales
- Interestatal 74
- Interestatal 80
- Interestatal 280
- U.S. Route 6
- U.S. Route 34
- Ruta de Illinois 17
- Ruta de Illinois 84
- Ruta de Illinois 78
- Ruta de Illinois 81
- Ruta de Illinois 82
- Ruta de Illinois 92
- Ruta de Illinois 93

## Municipalidades

### Ciudades
- Alpha
- Andover
- Annawan
- Atkinson
- Bishop Hill
- Cambridge
- Cleveland
- Coal Valley (parcial)
- Colona
- Galva
- Geneseo
- Hooppole
- Kewanee
- Orion
- Woodhull

### Lugares designados por el censo
- Fairbank
- Green Rock
- Lynn Center
- Nekoma
- Opheim
- Sunny Hill
- Sunny Hill Estates
- Swedona
- Ulah
- Warner

### Municipios
El condado de Henry está dividido en 24 municipios:
| - Alba - Andover - Annawan - Atkinson - Burns - Cambridge | - Clover - Colona - Cornwall - Edford - Galva - Geneseo | - Hanna - Kewanee - Loraine - Lynn - Munson - Osco | - Oxford - Phenix - Weller - Western - Wethersfield - Yorktown |